# Trichonta orientalia
Trichonta orientalia är en tvåvingeart som beskrevs av Wu och Yang 1995. Trichonta orientalia ingår i släktet Trichonta och familjen svampmyggor.
Artens utbredningsområde är Zhejiang (Kina). Inga underarter finns listade i Catalogue of Life.